# Rue Edmond-Guyaux
La rue Edmond-Guyaux est une voie publique de Toulouse, chef-lieu de la région Occitanie, dans le Midi de la France. Elle se trouve au sud du quartier des Sept-Deniers, dans le secteur 3 - Nord.

## Situation et accès

### Voies rencontrées
La rue Edmond-Guyaux rencontre les voies suivantes, dans l'ordre des numéros croissants (« g » indique que la rue se situe à gauche, « d » à droite) :
1. Impasse
2. Rue Marcou-Debax (d)
3. Route de Blagnac

### Transports
La rue Edmond-Guyaux n'est pas directement desservie par les transports en commun Tisséo. Elle aboutit cependant à la route de Blagnac, parcourue par les lignes du Linéo L1 et de bus 70.
La station de vélos en libre-service VélôToulouse la plus proche est la station no 131 (15 rue Paul-Bernies).

## Odonymie
La rue porte le nom d'Edmond Guyaux (1922-1943). Né à Vireux-Wallerand (Ardennes), il fait ses études au lycée de garçons de Toulouse (actuel lycée Pierre-de-Fermat) pour entrer à l'École coloniale. Il habite un logement de la cité de Madrid (ancien no 69 route de Blagnac). En 1943, réfractaire au Service du travail obligatoire (STO), il rejoint le maquis Bir-Hakeim, de l'Armée secrète, qui se déplace entre l'Aveyron et l'Hérault. Il est capturé par les Allemands près du hameau de Douch. Il est transféré à l'hôpital de Béziers, à la Citadelle de Perpignan, puis à Toulouse, dans les prisons Furgole et Saint-Michel. Il est condamné à mort par un tribunal militaire allemand et exécuté le 8 novembre. Son corps est enseveli dans une fosse commune du camp de Bordelongue (emplacement de l'actuel no 274 route de Seysses),. Dix jours plus tard, un service est célébré à l'église des Sept-Deniers par l'abbé Jules Naudin qui, pour ce fait, est déporté en Allemagne. 
La rue Edmond-Guyaud était, à l'origine, désignée comme le chemin de Marcou, probablement du nom du propriétaire du domaine qu'elle desservait. En 1875, ce chemin prit le nom de rue Debax, du nom de Jean Marie Pierre Debax (1791-1865), fondateur en 1826 et directeur d'une société d'assurances, la Société de Toulouse - Assurance mutuelle contre la grêle, et conseiller municipal de 1855 à 1865. Leurs noms se sont conservés dans une rue voisine, la rue Marcou-Debax.

## Patrimoine et lieux d'intérêt
- no  1 : maison "Carpe Diem" (années 1930)[6].
- no  20 : maison (1910)[7].
- no  23 : maison (deuxième moitié du XIXe siècle)[8].
- no  24 : maison (1913)[9].